# Macchi M.C.94
Il Macchi M.C.94 era un idrovolante di linea a scafo centrale prodotto dall'azienda aeronautica italiana Aeronautica Macchi negli anni trenta.
Realizzato in piccola serie venne utilizzato principalmente dalla compagnia aerea Ala Littoria nel periodo prebellico fino ai primi anni quaranta.

## Storia del progetto
Nel 1935 l'Ala Littoria espresse la necessità di dotare la propria flotta di nuovi modelli più efficienti e confortevoli per sostituire gli oramai sorpassati idrovolanti CANT 10 e CANT 22 che aveva acquisito da Società Italiana Servizi Aerei (S.I.S.A.) e Società Aerea Mediterranea (SAM) sulle rotte del Mare Adriatico. A tale scopo i vertici della società contattarono l'Aeronautica Macchi commissionando cinque esemplari adatti allo scopo.
Il progetto venne affidato all'ingegnere Mario Castoldi che disegnò, ipotizzando un utilizzo, oltre che su idroscali, anche su aeroporti, un velivolo anfibio con configurazione a scafo centrale e galleggianti laterali dotato di un carrello d'atterraggio, equipaggiato da una coppia di motori posizionati in configurazione traente sopra l'ala.
Il prototipo della versione idro venne completato nel corso del 1935, quindi immatricolato I-MACC e portato in volo per la prima volta dal comandante Giuseppe Burei, pilota collaudatore aziendale, dalla superficie del Lago di Varese, alla Schiranna. Burei, giudicò le caratteristiche espresse dalle prove in volo favorevoli per l'avvio alla produzione in serie. Tuttavia l'utilizzo in servizio dimostrò che il modello soffriva di alcuni problemi: in fase di decollo tendeva a staccarsi anticipatamente dalla superficie per poi ricadere per mancanza di velocità mentre durante l'ammaraggio l'eccessiva immersione della coda causava una repentina decelerazione. Questo non impedì comunque al modello di conquistare alcuni primati mondiali riservati alla categoria.
Il comandante Burei, ai comandi dell'esemplare nc.94000 marche I-NEPI in versione anfibia, riuscì a conquistare, il 15 aprile 1937, il record di quota per idrovolanti con 1 000 kg di carico, raggiungendo i 6 432 m. Sempre Burei con l'I-NEPI, il mese successivo, riuscì a battere altri due record, questa volta di velocità: il 6 maggio, su un circuito aereo da 2 000 km, raggiungendo una velocità di 248,917 km/h, e il 9 maggio, su una distanza di 1 000 km con 1 000 kg di carico toccando i 257,138 km/h.
Il primo degli esemplari di serie, nc.94002 marche I-ARNO, completato in versione anfibia venne esposto al pubblico durante il 1º Salone Aeronautico Internazionale di Milano dell'ottobre 1935. Seguirono gli esemplari I-LIRI (nc.94003) in versione idro, I-TOCE (nc.94004), I-SILE (nc.94005) ed I-NARO (nc.94006) (versione idro), oltre ad I-NEPI (nc.94000) in versione anfibia, consegnati tra l'estate 1936 e la successiva del 1937.

## Tecnica
L'M.C.94 era un idrovolante dall'impostazione, per l'epoca, classica: configurazione a scafo centrale, bimotore monoplano ad ala alta. Benché il prototipo venne realizzato come aereo anfibio e dotato di carrello d'atterraggio retrattile, dai successivi undici esemplari di serie vennero rimossi tali dispositivi.

## Impiego operativo

### Civile

Il Macchi Mc 94 I-NEPI detentore di diversi record

Gli esemplari vennero inizialmente presi in carico dalla compagnia aerea Ala Littoria ed utilizzati, dal 1936, sulle rotte che collegavano gli scali di Venezia, Trieste, Fiume, Pola, Lussino, Brindisi e Zara.
Nel 1938 venne costituita la Corporación Sudamericana de Servicios Aéreos, società argentina con capitale italiano che iniziò ad operare dalla metà del 1938. Da accordi intrapresi con il governo italiano, la compagnia aerea argentina acquistò tre esemplari, gli I-NEVA, I-ANIO ed I-LATO, che a partire dal 15 dicembre lasciarono l'Italia per Buenos Aires. Reimmatricolati LV-MAB, LV-LAB ed LV-NAB, vennero utilizzati per inaugurare le nuove rotte internazionali verso Uruguay e Paraguay, collegando la capitale argentina con Montevideo e Rosario. I tre esemplari rimasero in servizio per lungo tempo e radiati solamente dopo il termine della seconda guerra mondiale.

### Civili
Argentina
- Corporación Sudamericana de Servicios Aéreos
- ALFA - Aviación del Litoral Fluvial Argentino

 Italia
- Ala Littoria

### Militari
Germania
- Luftwaffe